# Villes impériales du Maroc
Les villes impériales du Maroc sont les villes désignées en tant que capitale (âsima) à diverses époques par différents monarques issus des dynasties marocaines (Idrissides, Almoravides, Almohades, Mérinides, Saadiens et Alaouites).
Au nombre de quatre, ces villes sont Fès, Marrakech, Meknès et Rabat, qui est l'actuelle capitale.

## Fès
Fès a été fondée par le sultan idrisside Idris Ier entre 789 et 809. Elle a été la capitale des dynasties idrisside, mérinide, wattasside et, périodiquement, alaouite ; aussi le siège du gouvernement idrisside entre 1465 et 1471 ainsi que du pouvoir dila'ite entre 1659 et 1663.

## Marrakech
Marrakech a été fondée par le sultan almoravide Youssef Ibn Tachfin en 1062. Elle a été la capitale des dynasties almoravide, almohade et saadienne, et a fait également office de « seconde capitale » sous les Mérinides et les Alaouites.

## Meknès
Meknès a été fondée au XIe siècle par la dynastie des Almoravides et a été la capitale du Maroc de 1672 à 1727, sous le règne du sultan alaouite Moulay Ismaïl.

## Rabat
Rabat a été fondée par le sultan almohade Abd al-Mumin en 1150 et agrandie sous Yaqub al-Mansur dans le but de devenir sa capitale ; elle n'est devenue une ville impériale que sous le sultan alaouite Mohammed III, avant de devenir la capitale du Maroc au XXe siècle.

## Galerie

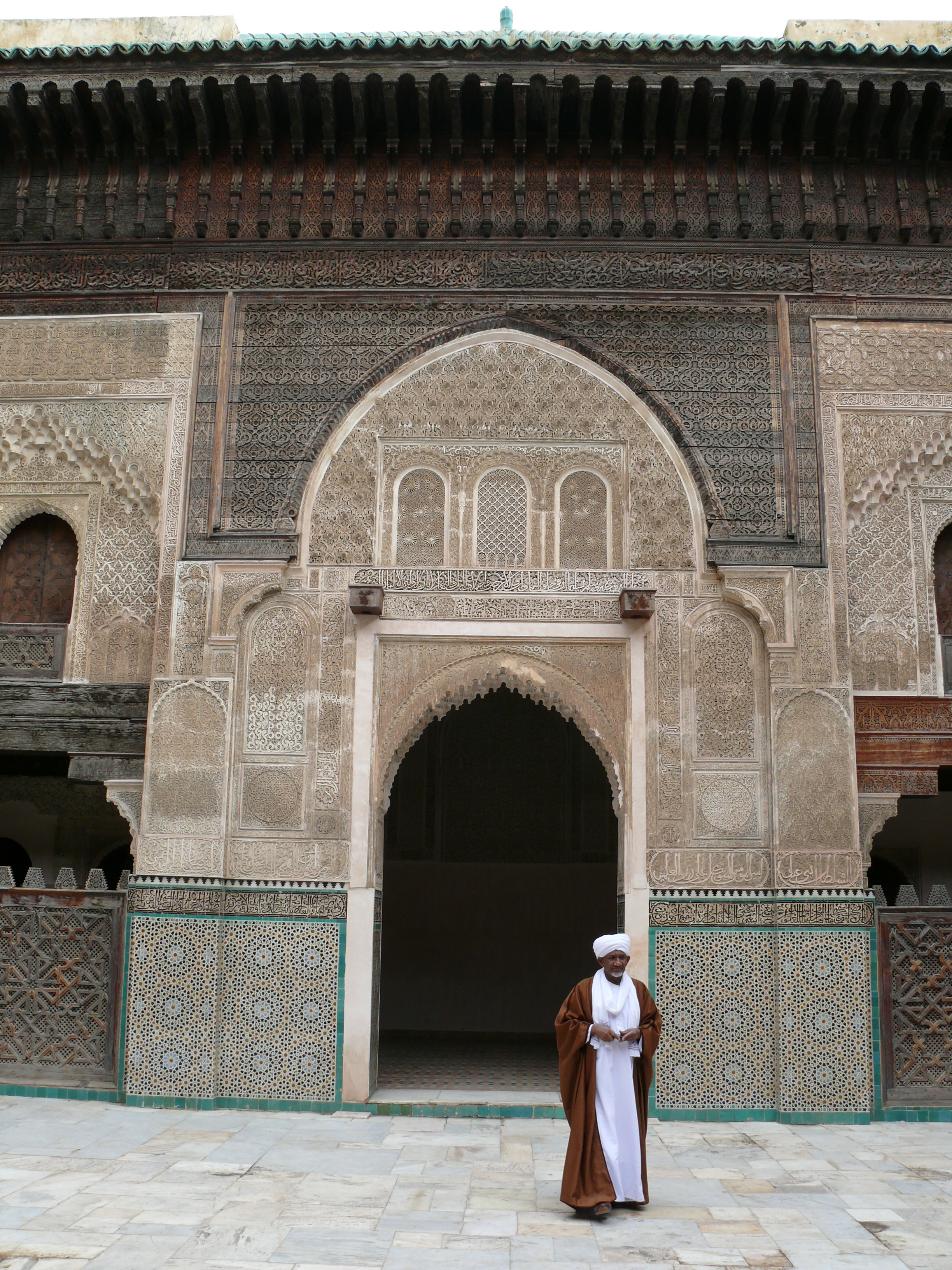
Fès : capitale spirituelle et scientifique.
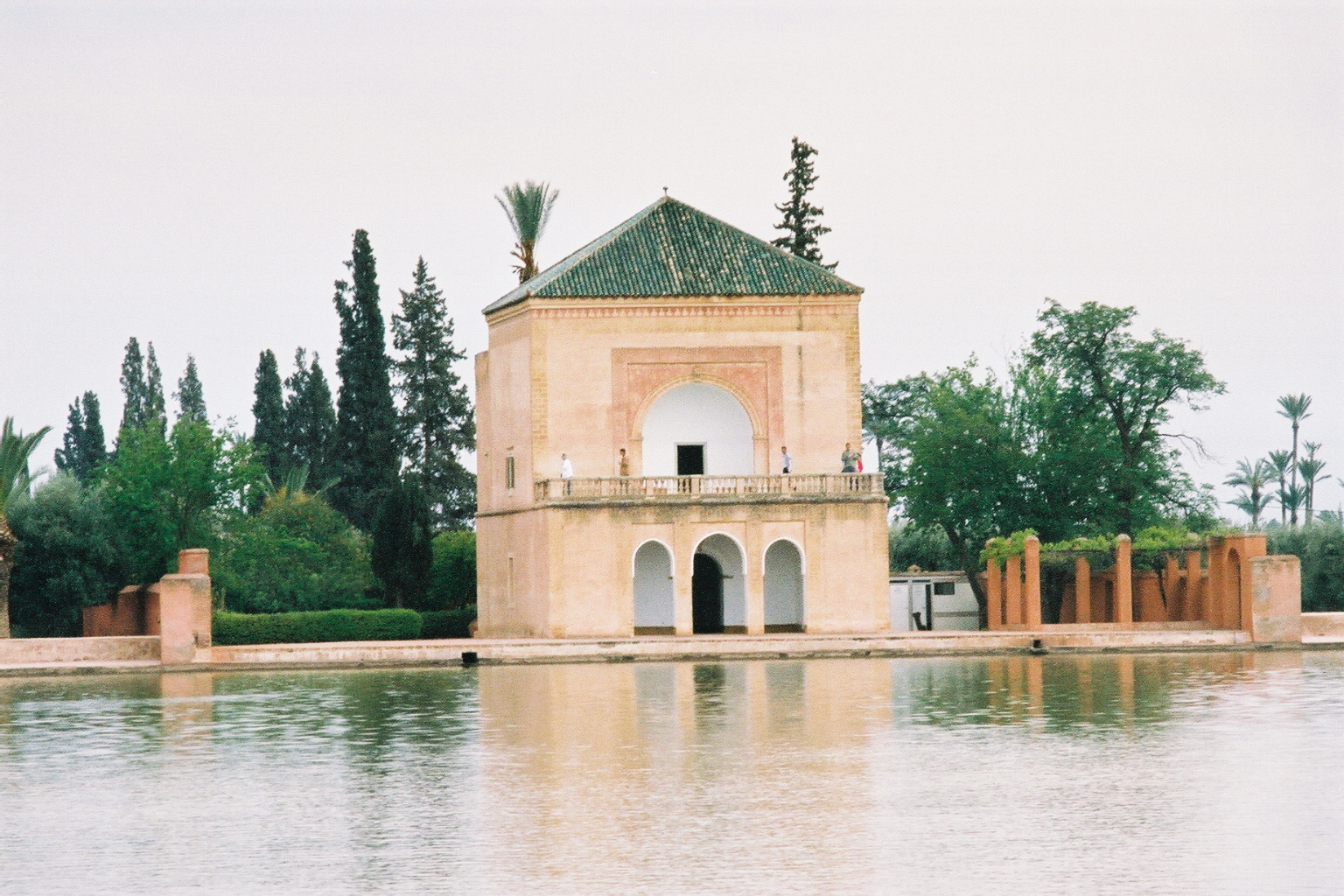
Marrakech : la ville ocre.
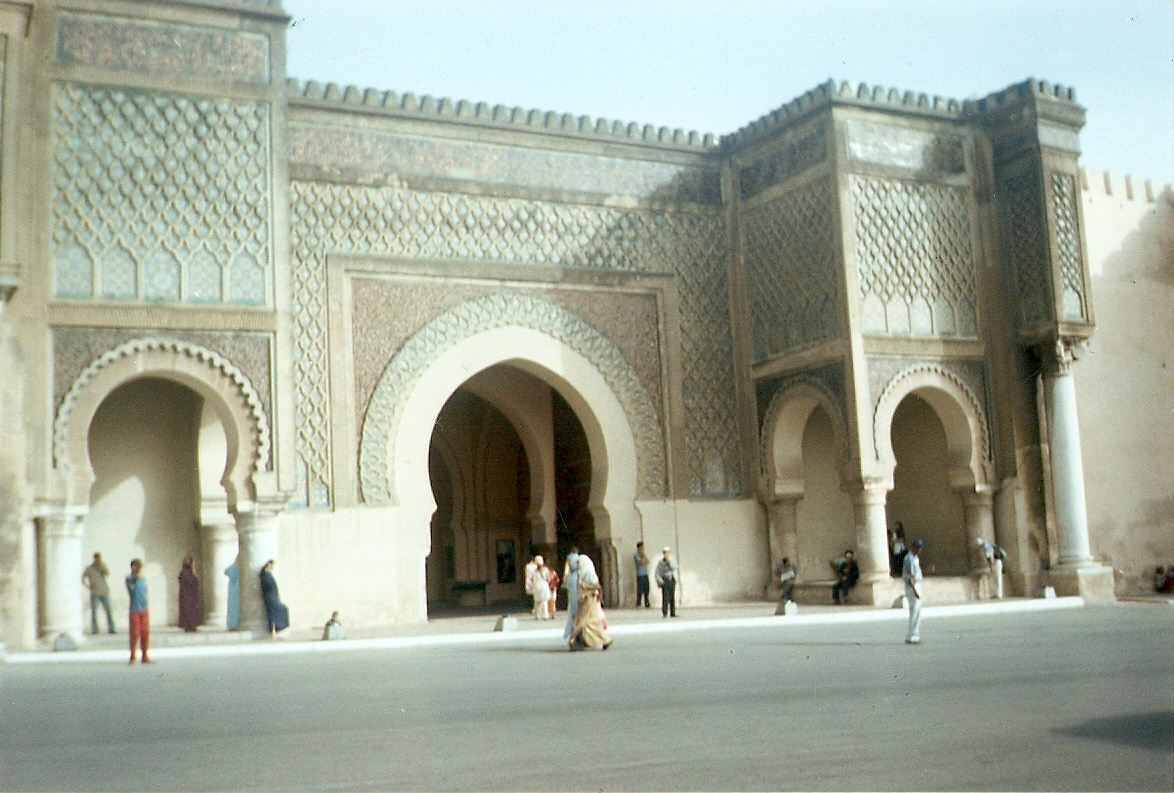
Meknès : la capitale ismaélienne.
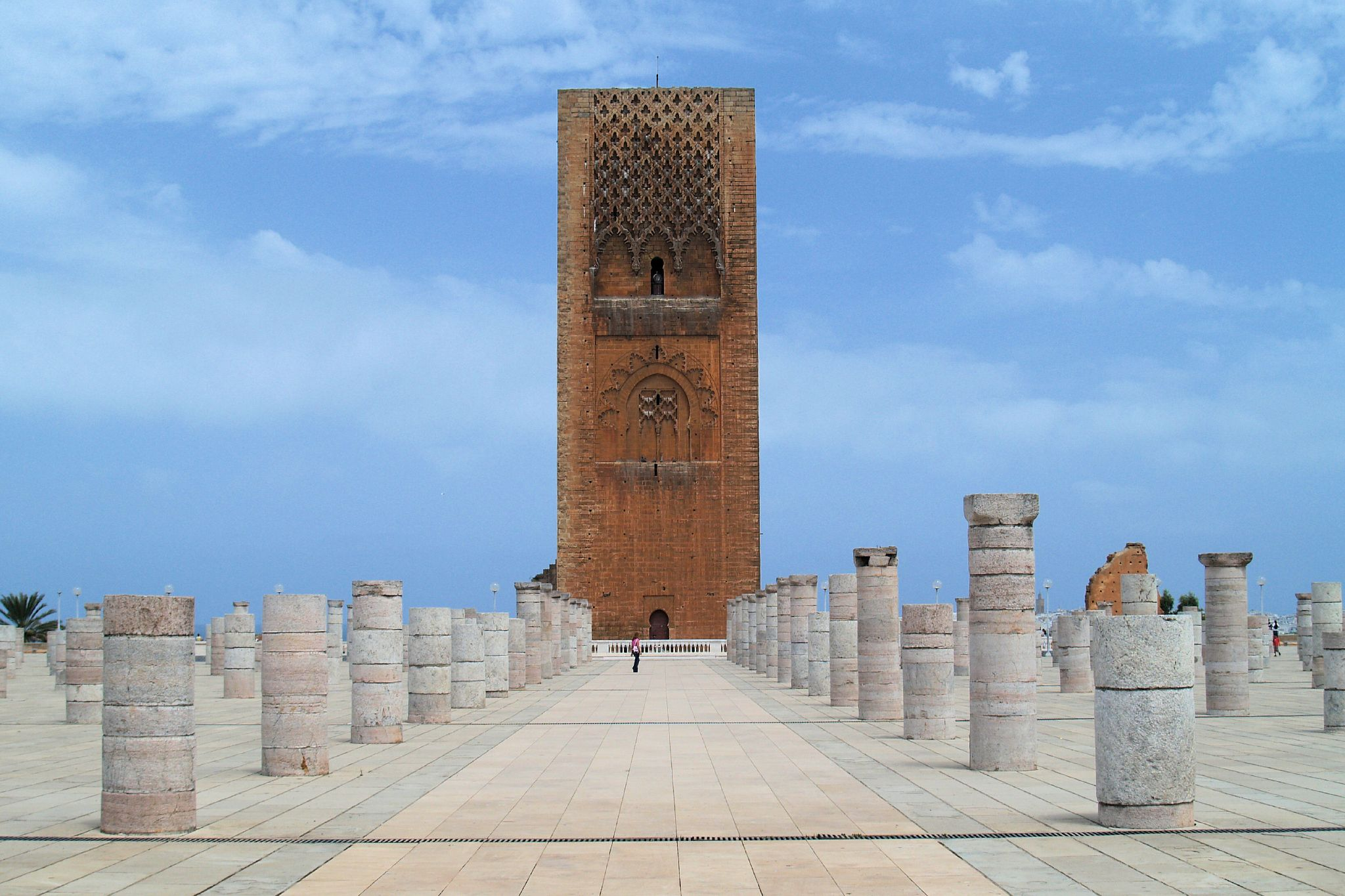
Rabat : la ville verte, actuelle capitale administrative.
